# ماریولس
ماریولس (به لاتین: Mariveles) یک منطقهٔ مسکونی در فیلیپین است که در باتاآن واقع شده‌است.